# Early Underground
Early Underground je kompilační album amerického hudebníka Mobyho. Vydáno bylo v březnu roku 1993 společností Instinct Records. Obsahuje písně, které hudebník původně vydal pod různými dalšími pseudonymy, jako například Barracuda, Brainstorm, UHF a Voodoo Child. Autorkou fotografie na obalu alba je Jill Greenberg.

## Seznam skladeb
Autorem všech skladeb je Moby.
1. „Besame“ – 3:40
2. „Rock the House“ – 4:29
3. „Move the Colors“ – 4:03
4. „UHF3“ – 5:13
5. „Party Time“ – 4:12
6. „Protect Write“ – 5:41
7. „Go (Original)“ – 6:13
8. „Permanent Green“ – 5:49
9. „Voodoo Child (Remix)“ – 3:54
10. „Drugs Fits the Face“ – 3:49
11. „Time Signature“ – 4:09
12. „Peace Head“ – 5:14
13. „Barracuda“ – 5:48
14. „Mobility“ – 6:09
15. „M-Four“ – 3:25